# República Romana (1798-1799)
La República Romana (en italiano: Repubblica Romana) fue un estado creado el 15 de febrero de 1798 y existió hasta el 30 de septiembre de 1799 (excepto durante la ocupación napolitana, desde el 28 de noviembre al 14 de diciembre de 1798). Constituyó una de las muchas «repúblicas hermanas», estados satélites de la República francesa. Pero esta en concreto, con su creación, fue la primera ocasión en que los Estados Pontificios eran disueltos y el poder temporal de los papas quedaba desmantelado, aunque por corto tiempo.

## Historia
La invasión napoleónica de Italia de 1796-1797 había significado que algunos territorios y estados quedasen bajo control de la República Francesa, lo cual fue refrendado en el Tratado de Campo Formio firmado entre franceses y austriacos. El norte de los Estados Pontificios (Ferrara, Bolonia, Ravenna) había quedado bajo control francés (siendo integrados estos territorios en la nueva República Cisalpina). En mayo de 1796 Napoleón Bonaparte avanzó sobre Lombardía para luchar contra los austriacos, a quienes derrotó, y el 15 de ese mes entró en Milán, anunciando sus intenciones de entrar a Roma. Sin embargo, no se decidió aún, pero se anexionó las Legaciones de Rávena y Bolonia, que eran la parte más próxima de los Estados Pontificios.
Pero el asesinato de un general de la Embajada francesa, Mathurin-Léonard Duphot, por parte de las tropas vaticanas (durante un motín que tuvo lugar el 28 de diciembre de 1797, provocado por los revolucionarios italianos y franceses), motivó que los Ejércitos franceses volvieran a invadir los Estados pontificios. Al año siguiente, las tropas francesas que mandaba el general Louis Alexandre Berthier se apoderaron de Romaña y el puerto de Ancona. El 17 de febrero, una delegación de cardenales enviados por el papa se reunió con Napoleón en Tolentino para llegar a un acuerdo. Así, el 19 de febrero se firmó la Paz de Tolentino, acuerdo que obligaba al papa a pagar 30 millones de escudos para evitar la ocupación militar de Roma. Pío VI aceptó el acuerdo cinco días más tarde.
Bonaparte explicó en una carta al Directorio la razón por la cual había decidido no marchar sobre Roma:

Treinta millones valen para nosotros diez veces más que Roma, de donde no hubiésemos sacado ni cinco millones... Esa vieja máquina se descompondrá ella sola.
Napoleón Bonaparte

Finalmente, en 1798 se declaró la República Romana, se legalizaron el matrimonio civil y el divorcio, se cerraron los monasterios y se confiscaron las propiedades de la Iglesia; en París fue arrestado el representante pontificio. 
El General Berthier marchó sobre los Estados Pontificios. Las tropas francesas entraron en Roma el 15 de febrero de 1798, precisamente el día en que se cumplía el XXIII aniversario del pontificado de Pío VI; el papa fue apresado la noche del 20 de febrero, recluido en un convento de Siena y luego trasladado a un monasterio cartujo a las afueras de Florencia. Posteriormente fue trasladado como prisionero a Francia, con lo que quedó proclamada la República Romana. La bandera de la nueva República, basada en la francesa, fue otorgada por Napoleón y se componía de tres franjas verticales: negra, blanca y roja. Estuvo en uso hasta la supresión de la República. Aunque el papa fue tratado con todos los honores, se le privó de todo poder político así como de la escolta de su Guardia Suiza, que fue sustituida por soldados de la República. Un año después moriría Pío VI, dejando vacante la sede pontificia. 
Esta actuación supuso el primer intento por parte de un estado para destruir el poder político del papado, como testimonió el propio Berthier, que declaró entonces: "Toda autoridad temporal que emane del antiguo gobierno del Papa ha de ser suprimida y éste no ha de volver a ejercer ninguna función semejante". No obstante, la brevedad de la presencia francesa en la Italia central impidió la consolidación de toda la política revolucionaria que los jacobinos franceses exportaban fuera de sus fronteras.
El 7 de marzo la República Tiberina (proclamada en Perugia el 4 de febrero) y la República Anconitana (proclamada en Ancona el 19 de noviembre de 1797) pasaron a formar parte de la República Romana. No obstante, un ejército napolitano al mando del general austríaco Karl Mack tomó la ciudad de Roma el 28 de noviembre, siendo reconquistada de nuevo por los franceses el 14 de diciembre. Finalmente, el 19 de septiembre de 1799 las tropas francesas abandonaron la ciudad, que fue tomada por los napolitanos el día 30 del mismo mes esta vez de forma definitiva. Con ello, desaparecía esta República romana.

## División administrativa
La República Romana estaba dividida en ocho departamentos. La división administrativa varió con el tiempo y alcanzó su deposición definitiva en el año 1799.
| Departamento | Capital  |
| ------------ | -------- |
| Cimino       | Viterbo  |
| Circeo       | Anagni   |
| Clitunno     | spoleto  |
| Metauro      | Ancona   |
| Musone       | Macerata |
| Tíber        | Roma     |
| Trasimeno    | Perugia  |
| Tronto       | Fermo    |